# Деликов, Эрдни Теледжиевич

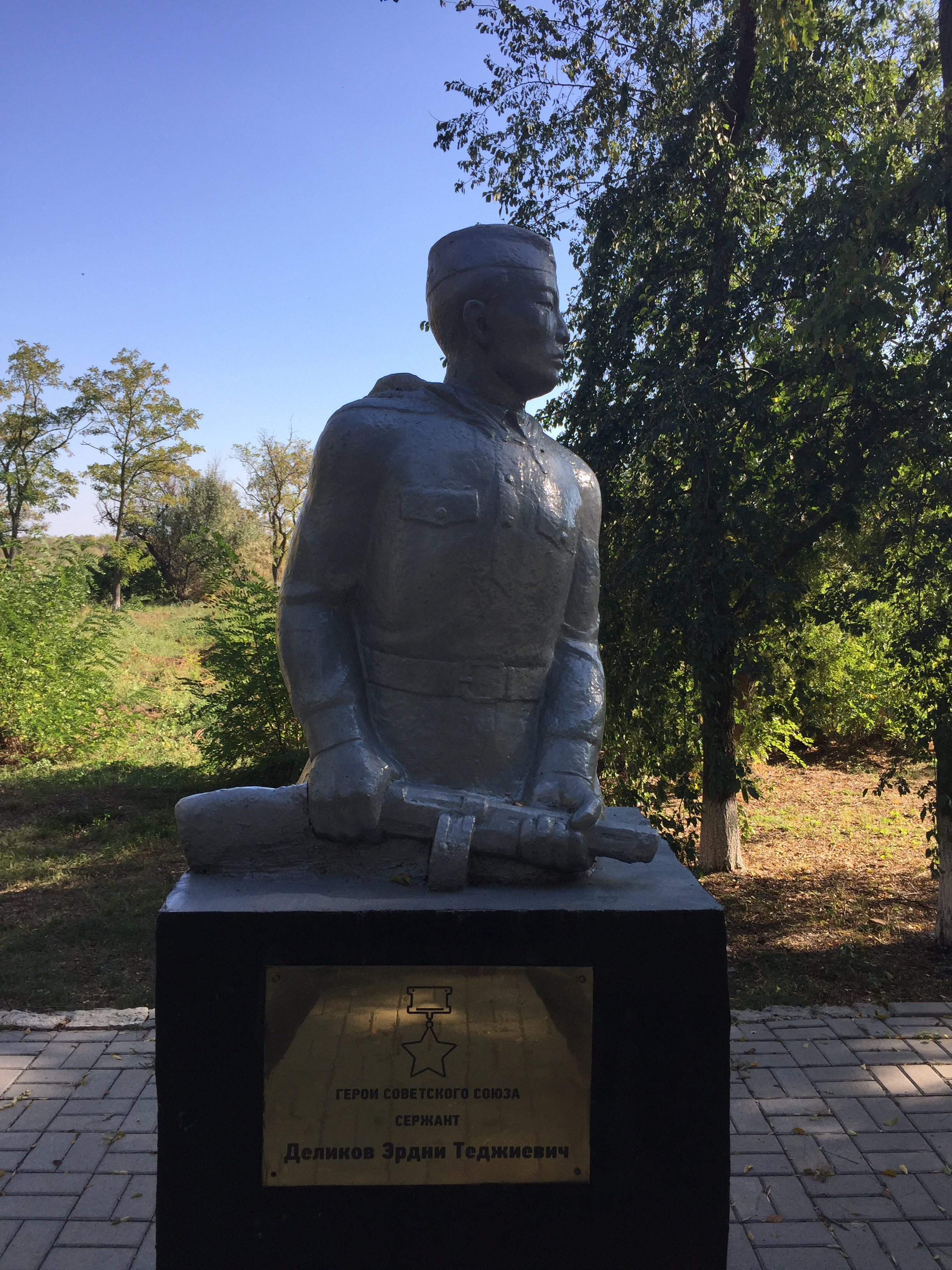
Памятник герою Советского Союза Эрдни Тельджиевичу Деликову в станице Раздорской.

Эрдни́ Тельджи́евич Де́ликов (калм. Делкән Эрднь; 9 [22] ноября 1922, Ики-Заргакин, Астраханская губерния — 1942, хутор Пухляковский, Ростовская область) — Герой Советского Союза, первый калмык, удостоенный звания Героя Советского Союза.

## Биография
Эрдни Деликов родился 9 (22) ноября 1922 года в посёлке Ики-Заргакин Малодербетовского улуса Астраханской губернии (ныне Сарпинский район, Калмыкия) в крестьянской семье.
Образование неполное среднее. После школы работал в колхозе.
В декабре 1941 года был призван в Красную Армию. После окончания школы младших командиров Эрдни Деликов был зачислен в эскадрон 273-го кавалерийского полка 110-й Отдельной Калмыцкой кавалерийской дивизии. Член ВКП(б).
В середине июля 1942 года Эрдни Деликов командовал расчётом противотанкового ружья (согласно наградному листу), которому было поручено оборонять переправу через реку Дон возле хутора Пухляковского, Ростовская область. В течение шести суток расчёт оборонял вверенный участок. 21 июля, во время боя, Эрдни Деликов огнём противотанкового ружья уничтожил три немецких броневика, после чего противник усилил атаку. В ответ на эту атаку, Эрдни Деликов точными выстрелами уничтожил три грузовых автомашины с 60-ю немецкими автоматчиками. В этом же бою он был смертельно ранен.
Указом Президиума Верховного Совета СССР «О присвоении звания Героя Советского Союза начальствующему и рядовому составу Красной Армии» от 31 марта 1943 года за «образцовое выполнение боевых заданий командования на фронте борьбы с немецкими захватчиками и проявленные при этом отвагу и геройство» удостоен посмертно звания Героя Советского Союза.
Предположительно Э. Т. Деликов похоронен недалеко от станицы Раздорская Усть-Донецкого района (ранее — Константиновского) Ростовской области.

## Память
- В 2022 году песня «Тюльпаны — ковыли» памяти героя Советского Союза Эрдни Деликова, автор Александр Колодяжный
- В 1982 году в селе Салын-Тугтун был основан музей, посвящённый Эрдни Деликову.
- В 1982 году малой планете № 2113 было присвоено имя Эрдни в честь Эрдни Деликова.
- Именем Героя названы улицы в Элисте и в селе Садовое Сарпинского района.
- Одно из сельскохозяйственных предприятий Калмыкии носит его имя[5].
- Также его именем названа школа в станице Раздорская Усть-Донецкого района.
- Существовало звание «Лауреат премии комсомола Калмыкии имени Эрдени Деликова»[6].
- В Элисте на Аллее Героев находится барельеф Эрдни Деликова.